# Marine Stewardship Council

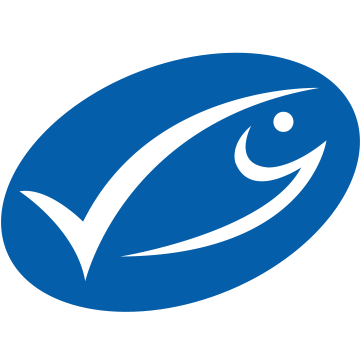
Het MSC-logo.

De Marine Stewardship Council (MSC, letterlijk "Raad voor Rentmeesterschap van de Zee") is een internationale particuliere non-profitorganisatie opgericht in 1997 die een keurmerk geeft aan duurzaam gevangen vissoorten. Consumenten kunnen MSC-gecertificeerde producten herkennen aan het blauwe MSC-keurmerk.
Hiervoor is de MSC-standaard voor duurzame visserij opgesteld. Deze standaard is tot stand gekomen in een internationaal proces van twee jaar (1997-1999) waarin experts uit de wetenschap, milieuorganisaties en de visserijsector samen de MSC-standaard voor duurzame visserij hebben gedefinieerd. Deze MSC-milieunorm voor duurzame visserij is geworteld in de gedragscode voor verantwoorde visvangst zoals opgesteld door de Voedsel- en Landbouworganisatie van de Verenigde Naties (FAO, 1995).

## Uitgangspunten
De drie hoofdprincipes van de MSC-standaard voor duurzame visserij betreffen:
1. De toestand van de vis- of schaal of schelpdier dierbestanden moeten gezond zijn en blijven.
2. De impact van de visserij op het ecosysteem moet beperkt zijn en blijven.
3. Het visserijbeheer moet goed georganiseerd zijn, aantoonbaar nageleefd en gecontroleerd worden.

Ongeacht de grootte, het bereik, de soort, het vangstgebied of hoe intensief er gevist wordt, kan een visserij een aanvraag indienen om door een onafhankelijke certificeerder getoetst te worden aan de MSC-milieunorm. Indien een visserij voldoet aan de norm dan wordt de visserij gecertificeerd. Ondernemingen die het MSC-keurmerk op hun producten willen gebruiken, moeten vervolgens een certificaat van ketenbeheersing krijgen om de traceerbaarheid van de gecertificeerde vis te verzekeren.
Enkel wild gevangen vis komt in aanmerking voor MSC-certificering. Voor duurzaam gekweekte vis zijn andere standaarden van toepassing (zoals het ASC-keurmerk).

## MSC-evaluatietraject
Een MSC-evaluatie is een traject waar een of meerdere schepen door een onafhankelijke onderzoekscommissie (niet door de MSC zelf) aan de MSC-standaard getoetst wordt. Het evaluatietraject duurt meestal 12-15 maanden, maar kan ook langer duren. Het gehele traject is openbaar en elke belanghebbende (van vissers, tot wetenschappers, tot milieuorganisaties) kan participeren in het evaluatietraject. Zo zijn er verschillende inspraak- en bewaarprocedures mogelijk. Het certificaat wordt, als het traject succesvol wordt volbracht, verstrekt voor een periode van vijf jaar, waarbij er jaarlijks minimaal één controle plaatsvindt.

## Vestigingen MSC
Het hoofdkantoor van het Marine Stewardship Council bevindt zich in Londen en er zijn regiokantoren in Seattle en Sydney. Daarnaast zijn er landenkantoren in Schotland (2008), Duitsland (2008), Nederland (2007), Zuid-Afrika (2008) en Japan (2007). Mondiaal zijn er meer dan 20.000 producten met MSC keurmerk verkrijgbaar in 104 landen. Zo'n 8% van de wereldwijde zeevisserijen bevindt zich in het MSC-programma. 200 visserijen zijn gecertificeerd en 100 visserijen bevinden zich in de evaluatieprocedure.

Sinds medio 2007 heeft MSC ook in Nederland een kantoor gevestigd in Den Haag.
In november 2007 kondigde het Centraal Bureau voor de Levensmiddelenhandel (CBL) aan dat per 2011 honderd procent van de wild gevangen vis in de schappen van de Nederlandse supermarkten MSC-gecertificeerd zou zijn. Vanuit het MSC-kantoor in Den Haag werd de Nederlandse markt en visserijsector ondersteund in dit streven.

## Kritiek
In een artikel in het wetenschappelijk tijdschrift Nature van september 2010, uitten zes wetenschappers kritiek op de MSC. Kritiekpunten zijn: mogelijk financieel belangenconflict doordat de MSC geld ontvangt van de aanvrager van het MSC-certificaat; certificaten worden gegeven voor vissoorten die sterk achteruitgegaan zijn; krillvangst wordt gecertificeerd die grotendeels gebruikt wordt als voer in de bio-industrie (vis, varkens, kippen); vooral grote kapitaalkrachtige visserijen worden gecertificieerd; kleine duurzame visserijen in de ontwikkelingslanden worden niet gecertificeerd en er zitten geen vertegenwoordigers van ontwikkelingslanden in het MSC-bestuur. De MSC publiceerde een puntsgewijze weerlegging op zijn eigen website.